# 深江駅 (兵庫県)
深江駅（ふかええき）は、兵庫県神戸市東灘区深江北町四丁目にある、阪神電気鉄道本線の駅。駅番号はHS 21。
2019年11月30日、大阪梅田方面が高架化。神戸・姫路方面は2015年に高架化されている。
平日の朝ラッシュ時に上りのみ運行されている区間特急の停車駅である。

## 歴史
- 1905年（明治38年）4月12日：阪神本線の開業と同時に開業[2]。
- 1995年（平成7年）
  - 1月17日：阪神・淡路大震災発生により阪神本線運休し、当駅も一時営業中止[3]。
  - 1月26日：甲子園駅 - 青木駅間運転再開により営業再開（同年6月26日に全線復旧）[3]。
- 2009年（平成21年）
  - 3月19日：本線準急の運行終了。
  - 3月23日：3月20日に実施されたダイヤ改正後最初の平日ダイヤ運行日。この日から上り区間特急が停車を開始。
  - 4月18日：高架工事に伴い上り線が仮線に切替[4]。
- 2010年（平成22年）10月2日：高架工事に伴い下り線が仮線に切替[5]。当時の駅構造は変則的な2面2線（上り・下りとも線路の北側にホームがある）となっていた。
- 2014年（平成26年）4月1日：駅番号導入[6][7]。
- 2015年（平成27年）12月12日：下り線が高架に切り替えられる[8][9]。
- 2017年（平成29年）8月：改札口に情報ディスプレイを設置、運用開始。
- 2019年（平成31年）3月9日：ホームでの詳細案内放送と接近及び通過メロディーを運用開始。また、ホームLED表示器で先発電車案内、接近表示も開始。
- 2019年（令和元年）11月30日：上り線が高架に切り替えられる[10][11]。

## 駅構造
相対式ホーム2面2線を有する高架駅。分岐器や絶対信号機を持たないため、停留所に分類される。駅舎（改札口）は高架化されておりコンコースが2階、ホームが3階にある。トイレは改札内にある。

### のりば
| 番線 | 路線  | 方向 | 行先                               |
| ---- | ----- | ---- | ---------------------------------- |
| 1    | ■本線 | 上り | 尼崎・大阪（梅田）・難波・奈良方面 |
| 2    | ■本線 | 下り | 神戸（三宮）・明石・姫路方面       |

実際には構内に上記ののりば番号表記はないが、スマートフォン向けアプリ「阪神アプリ」の行先表示機能では上りホームが1番のりば、下りホームが2番のりばとされている。ホーム有効長は120m。

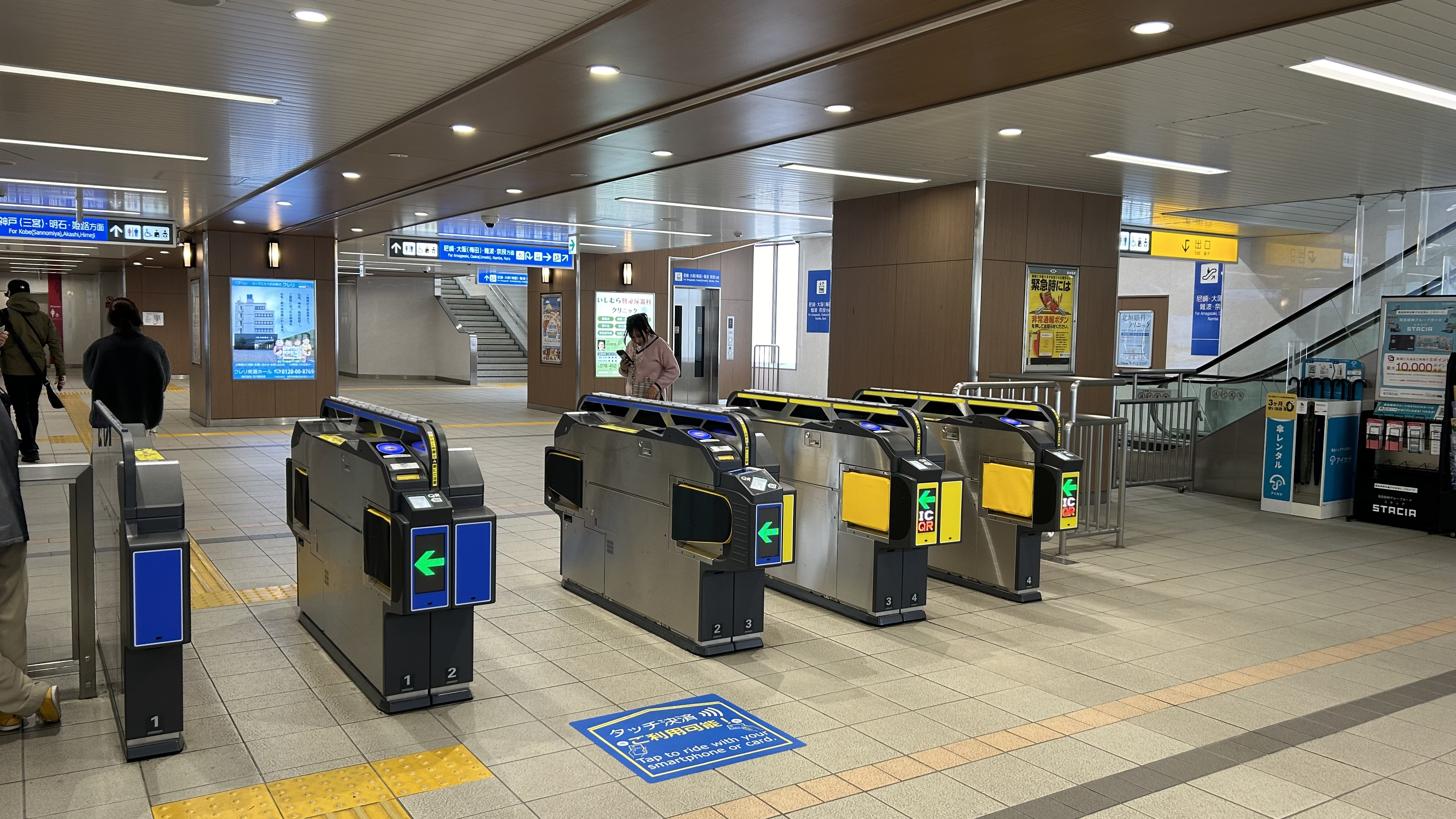
改札口
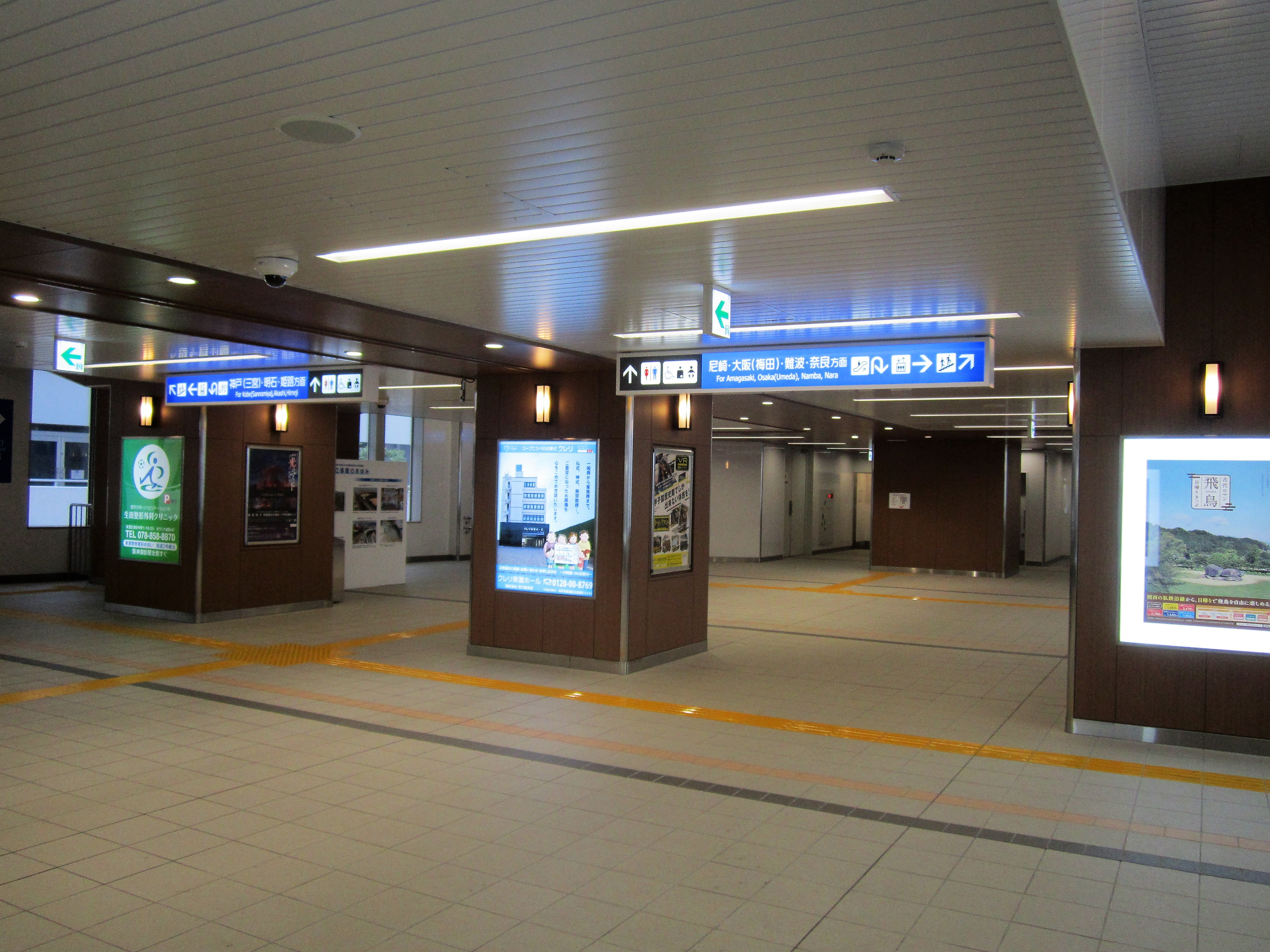
上下線高架化後のコンコース（2020年1月）
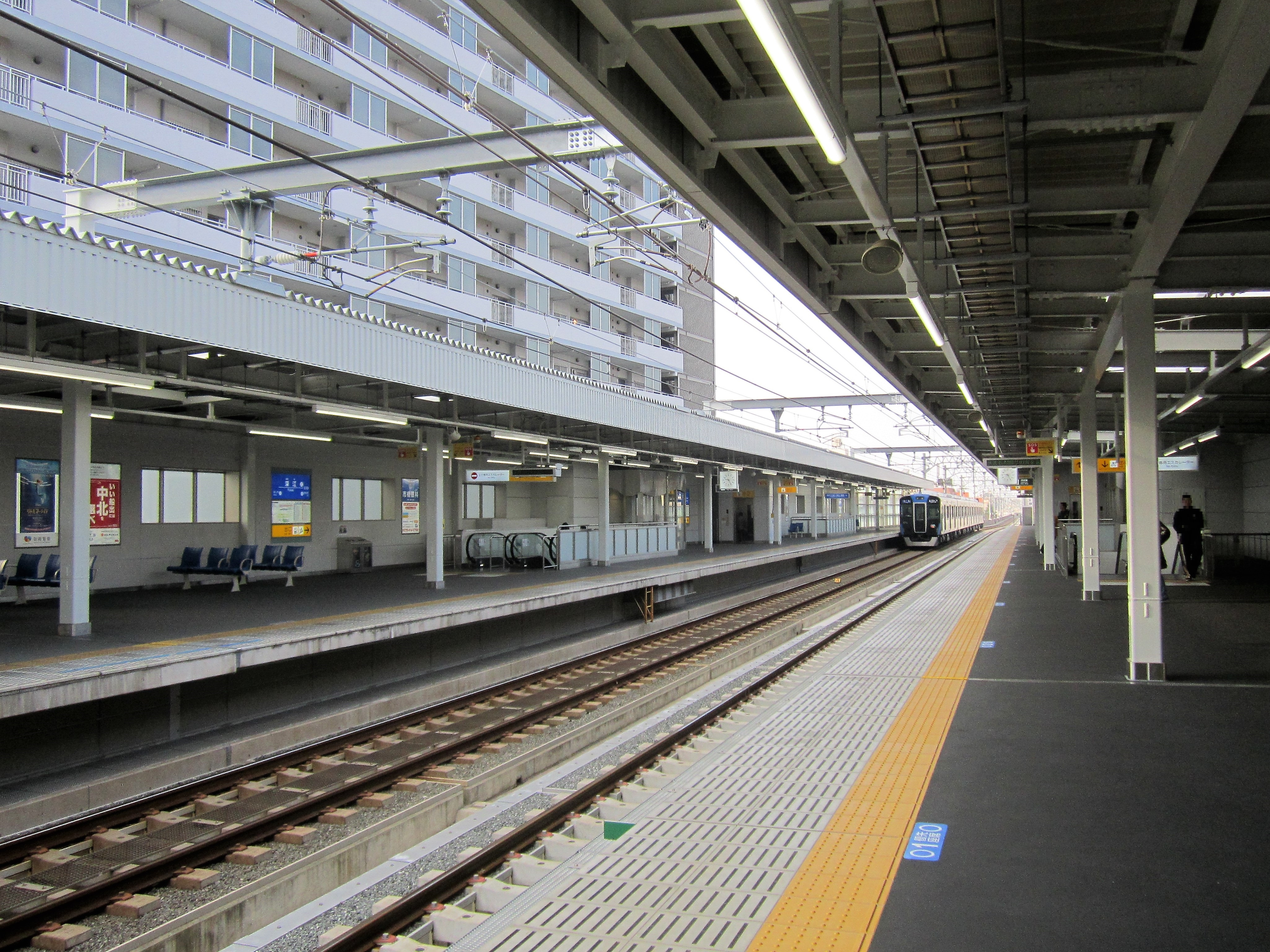
上下線高架化後のホーム全景（2020年1月）
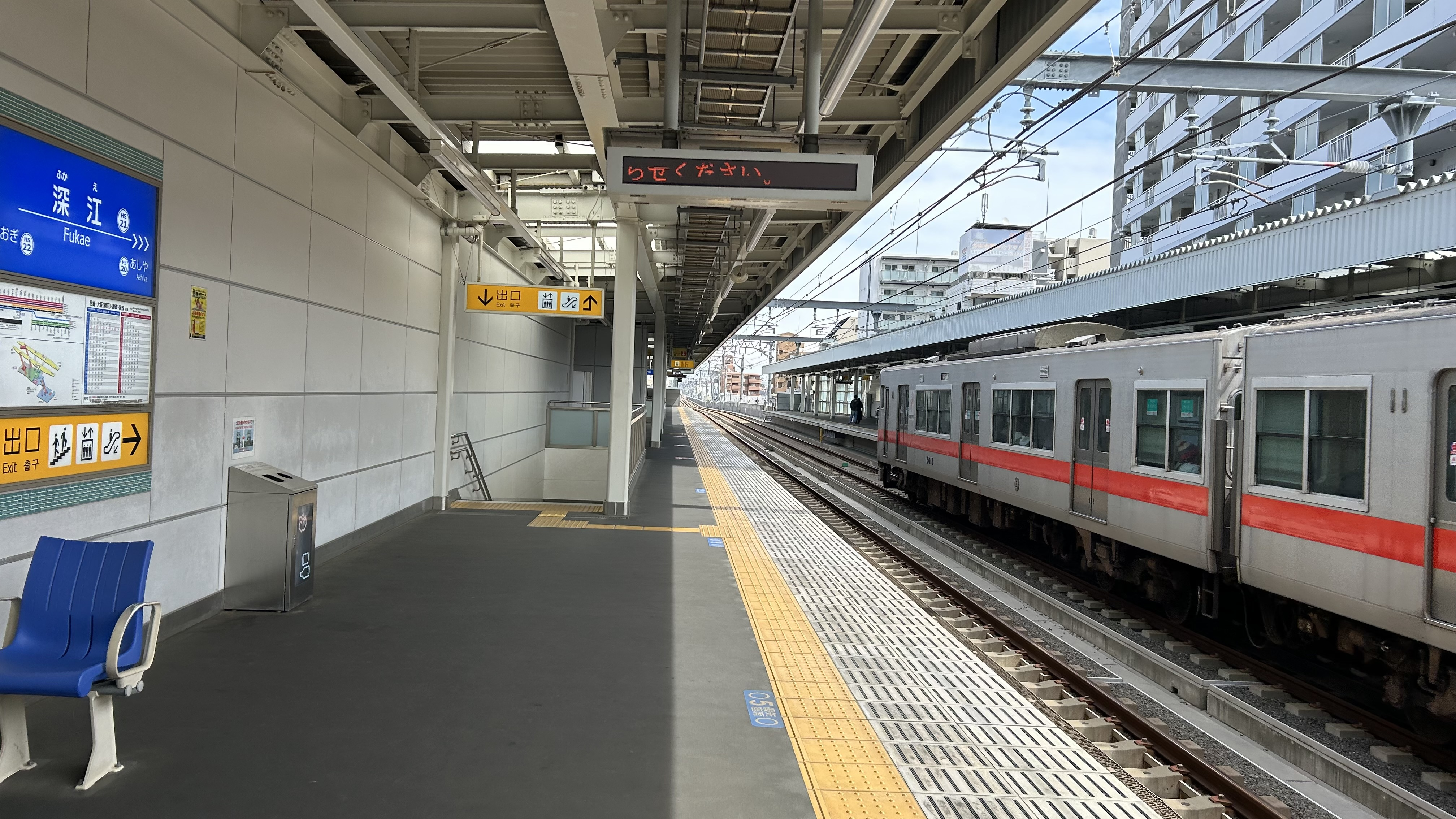
大阪方面ホーム
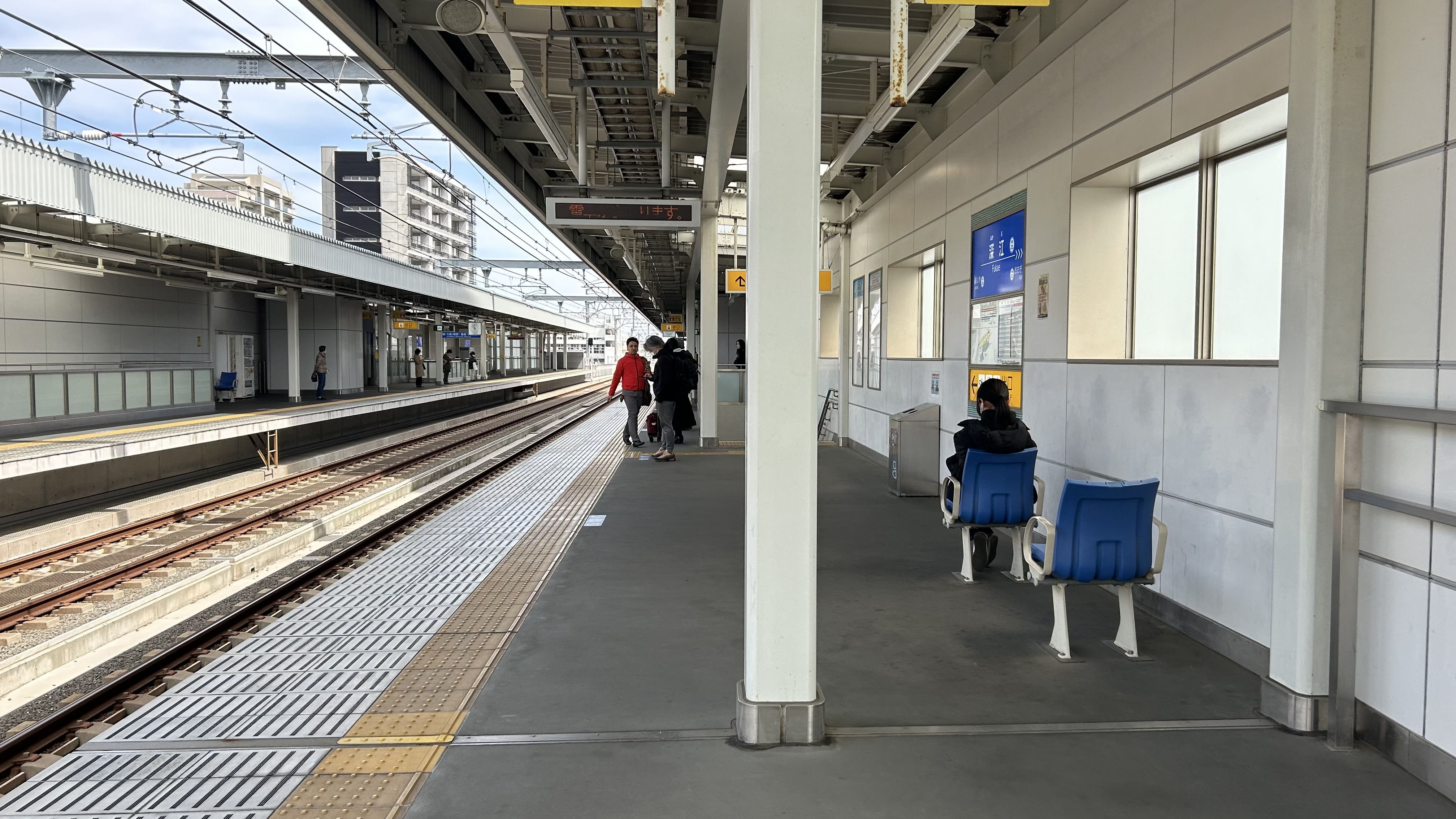
神戸方面ホーム
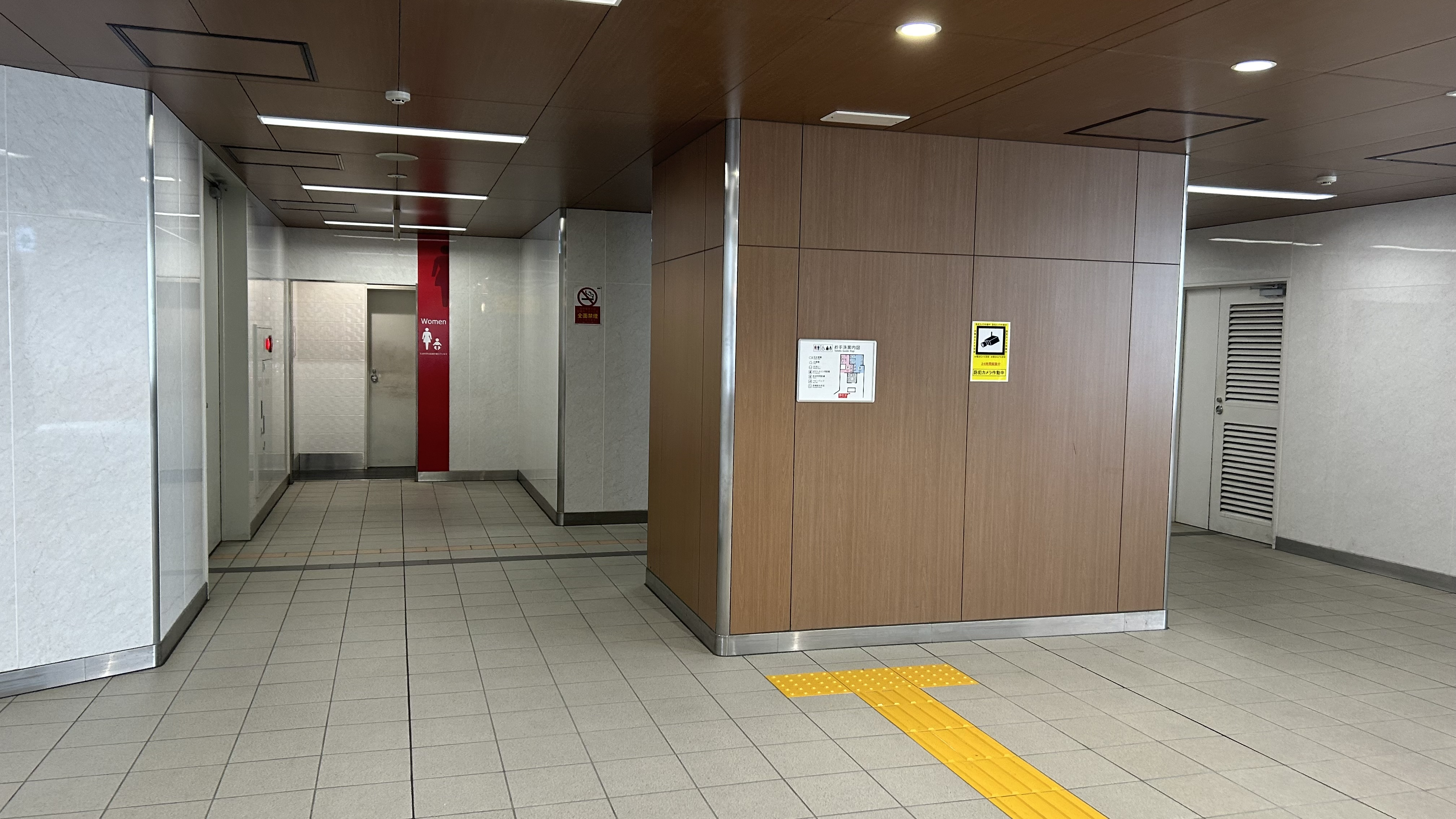
トイレ
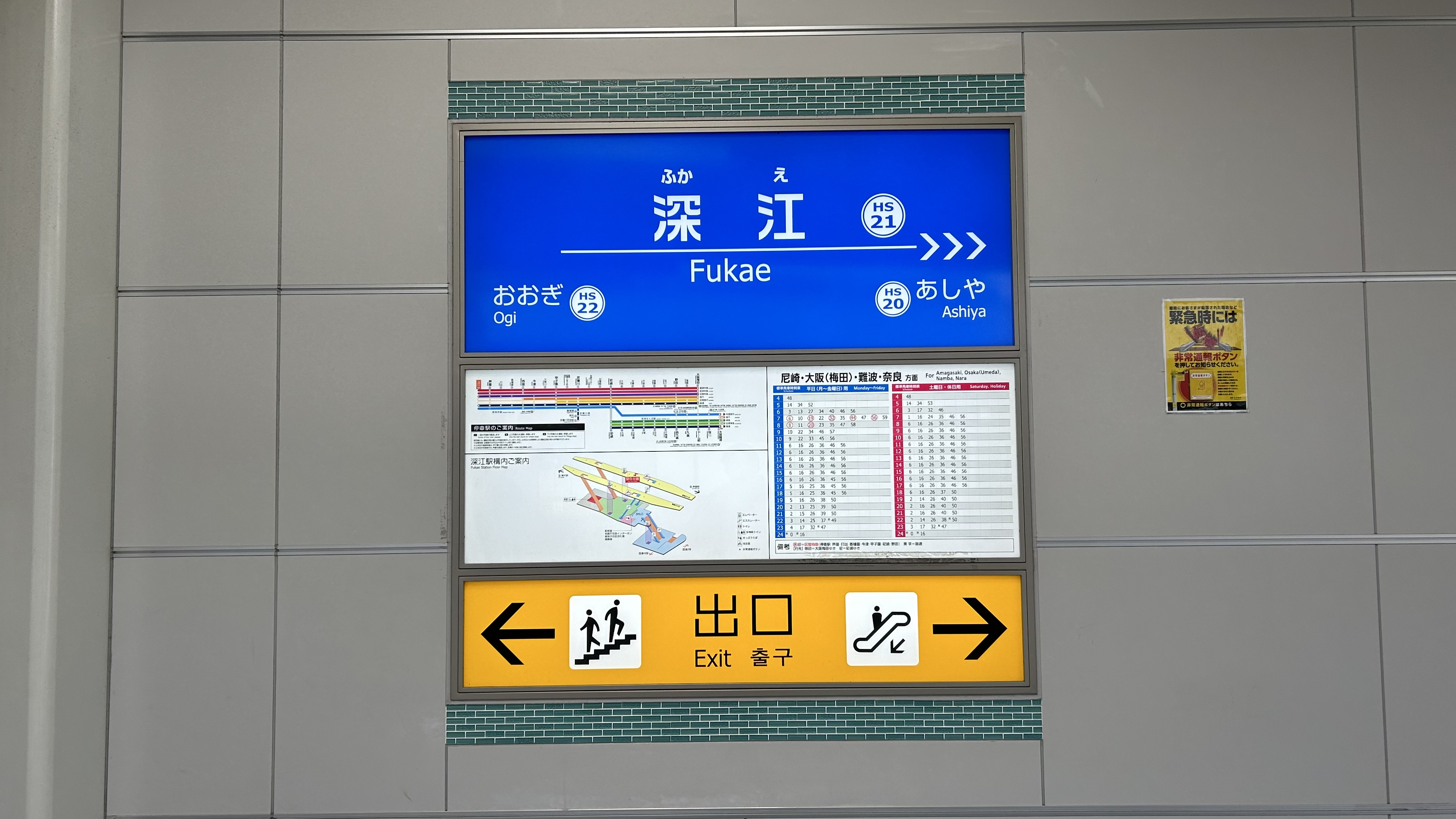
駅名標
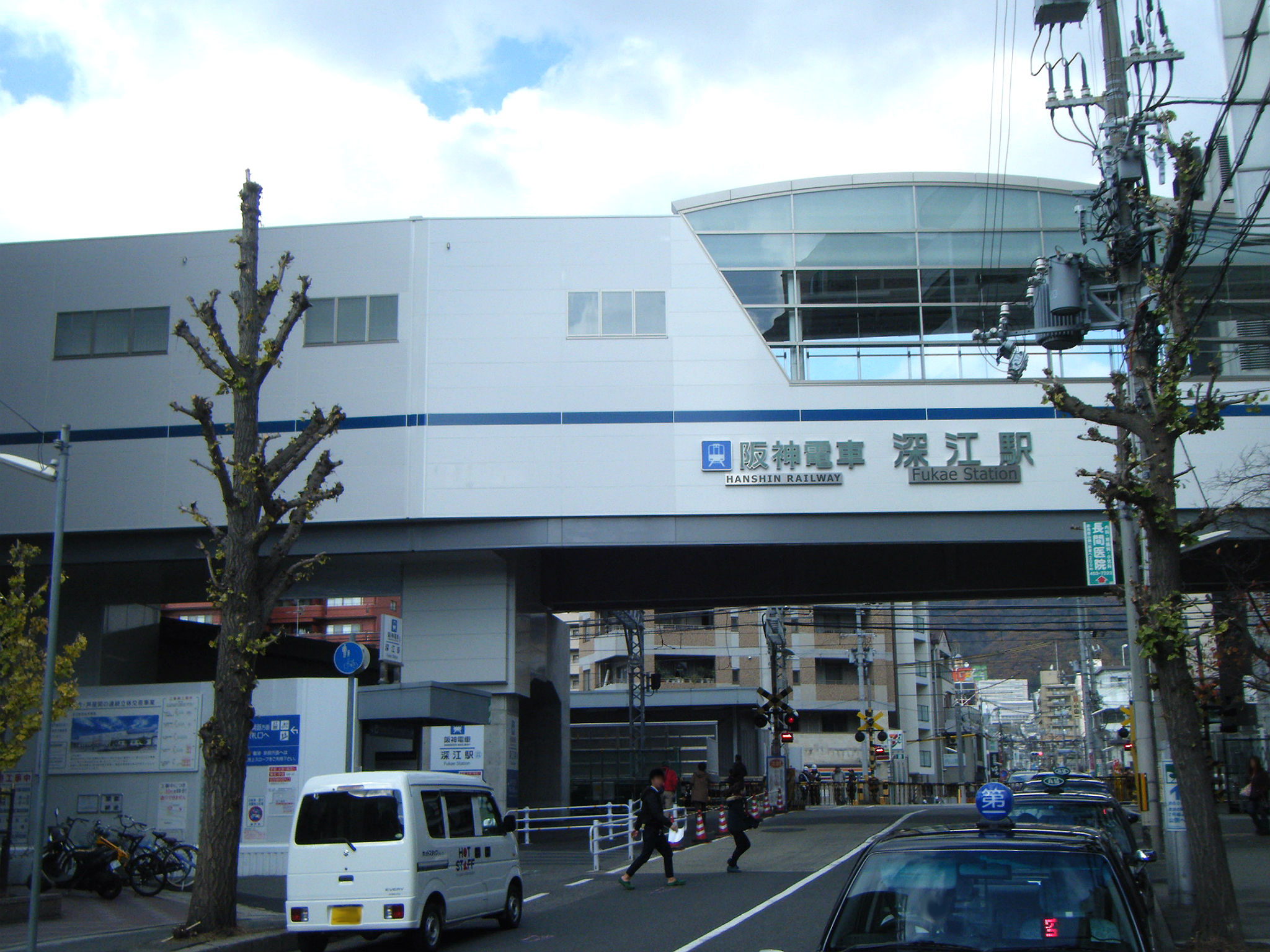
下り線のみ高架化された時点の駅舎　奥に旧上り線踏切（2015年12月）
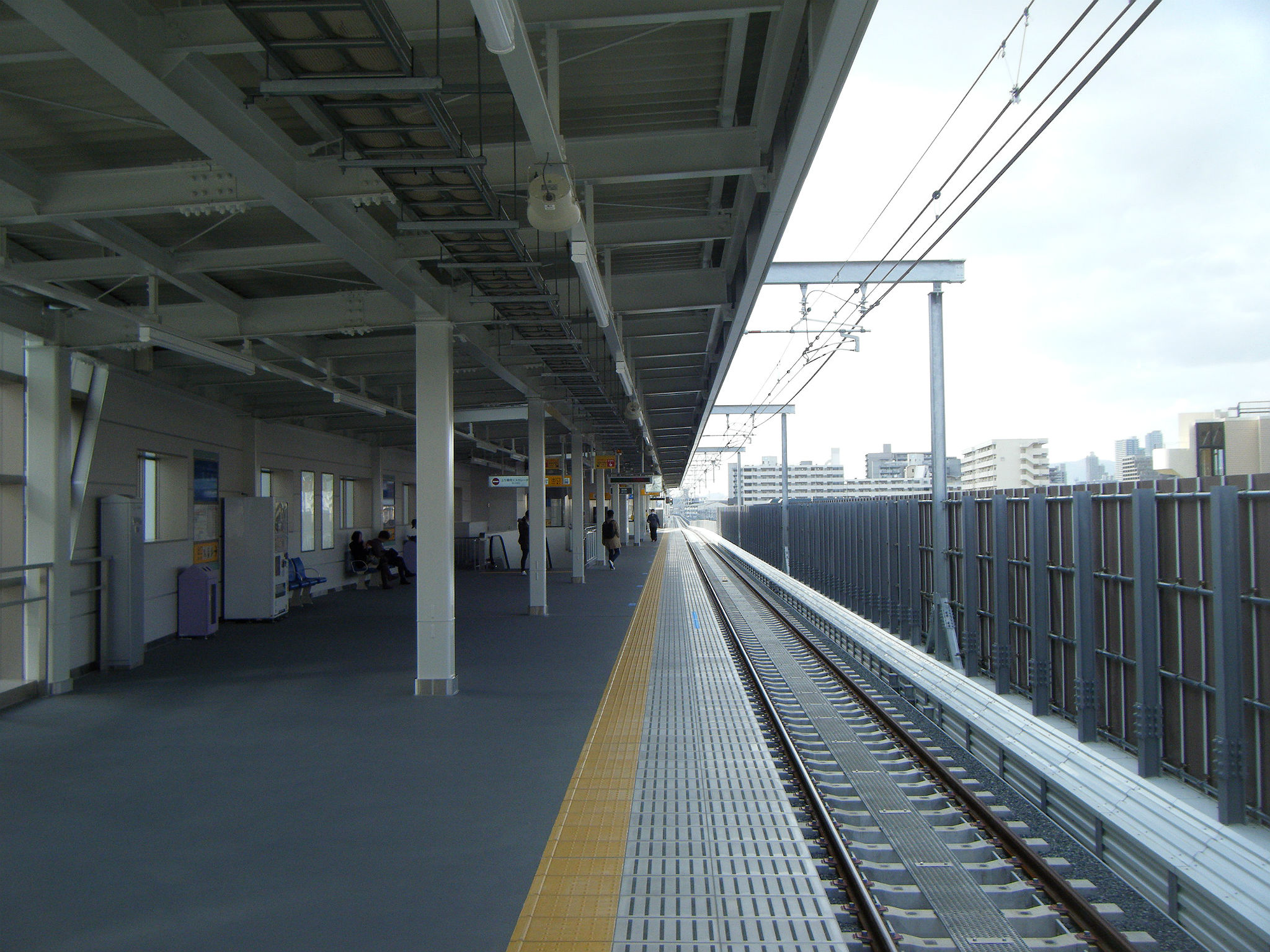
下り線のみ高架化された時点の下りホーム（2015年12月）
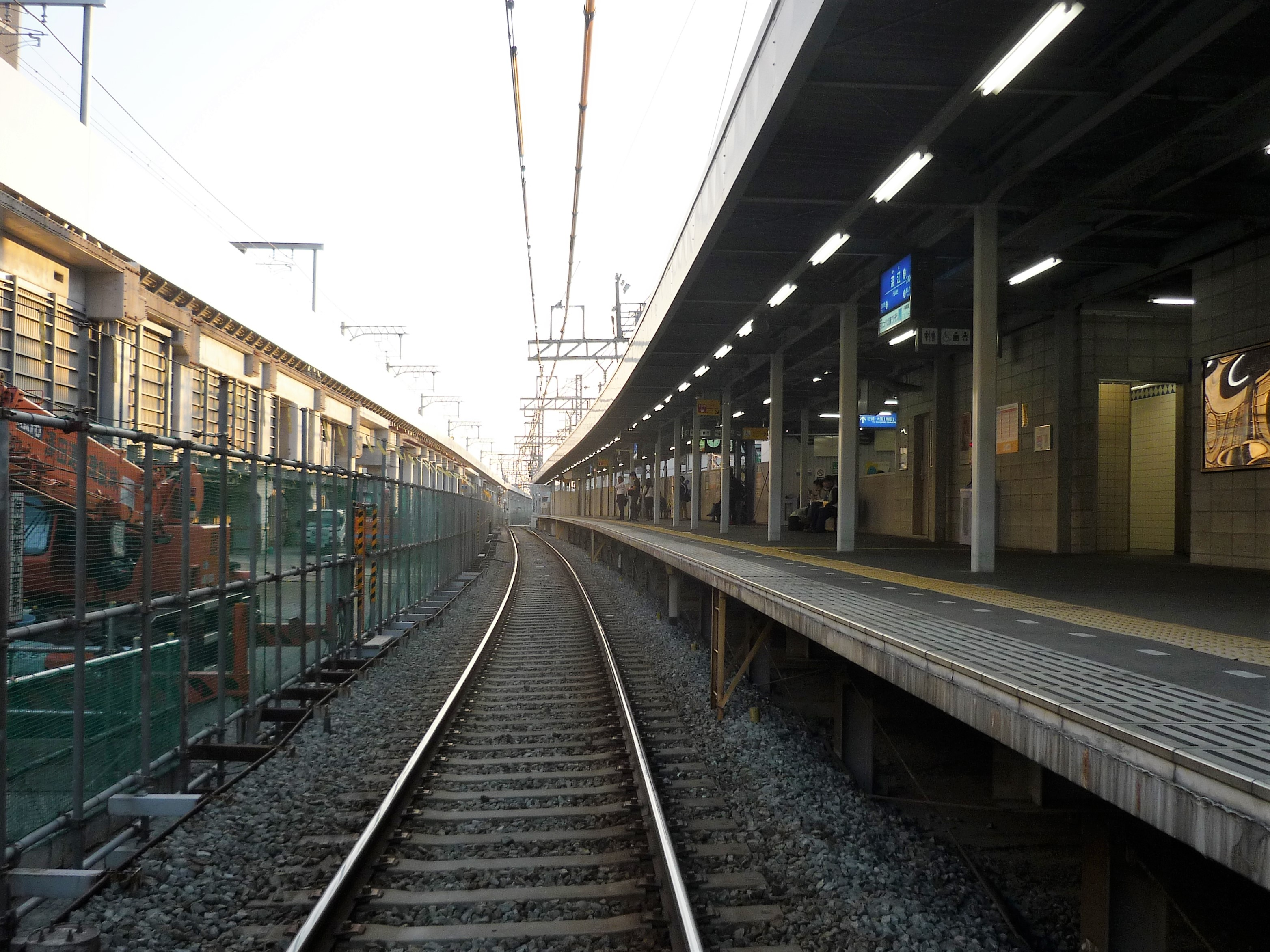
下り線のみ高架化された時点の上り地平ホーム（2016年8月）
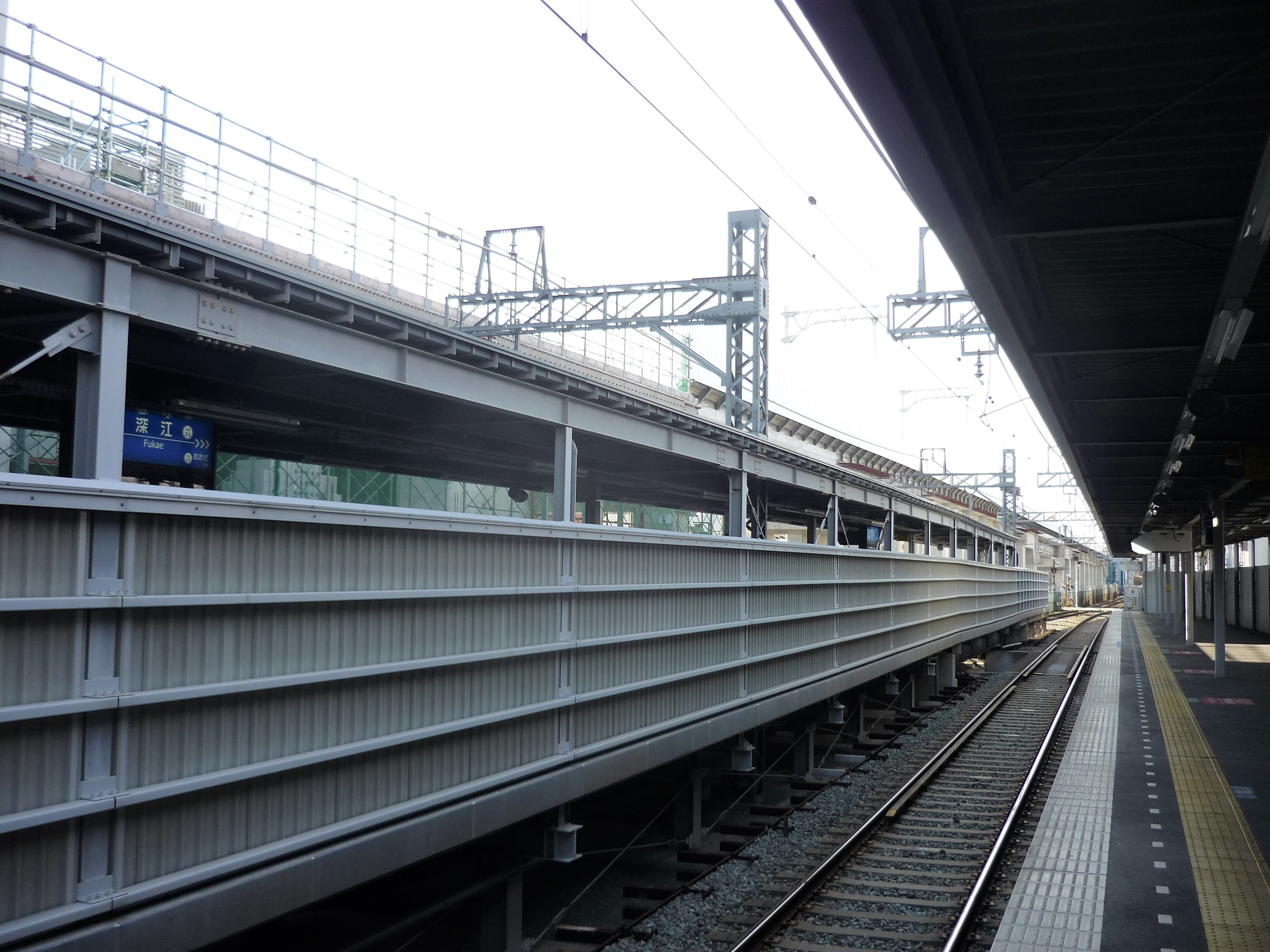
高架化工事で上下線が仮線となっていた時期。左側が下り線、右側が上り線でいずれも線路の北側にホームがあった（2015年1月）
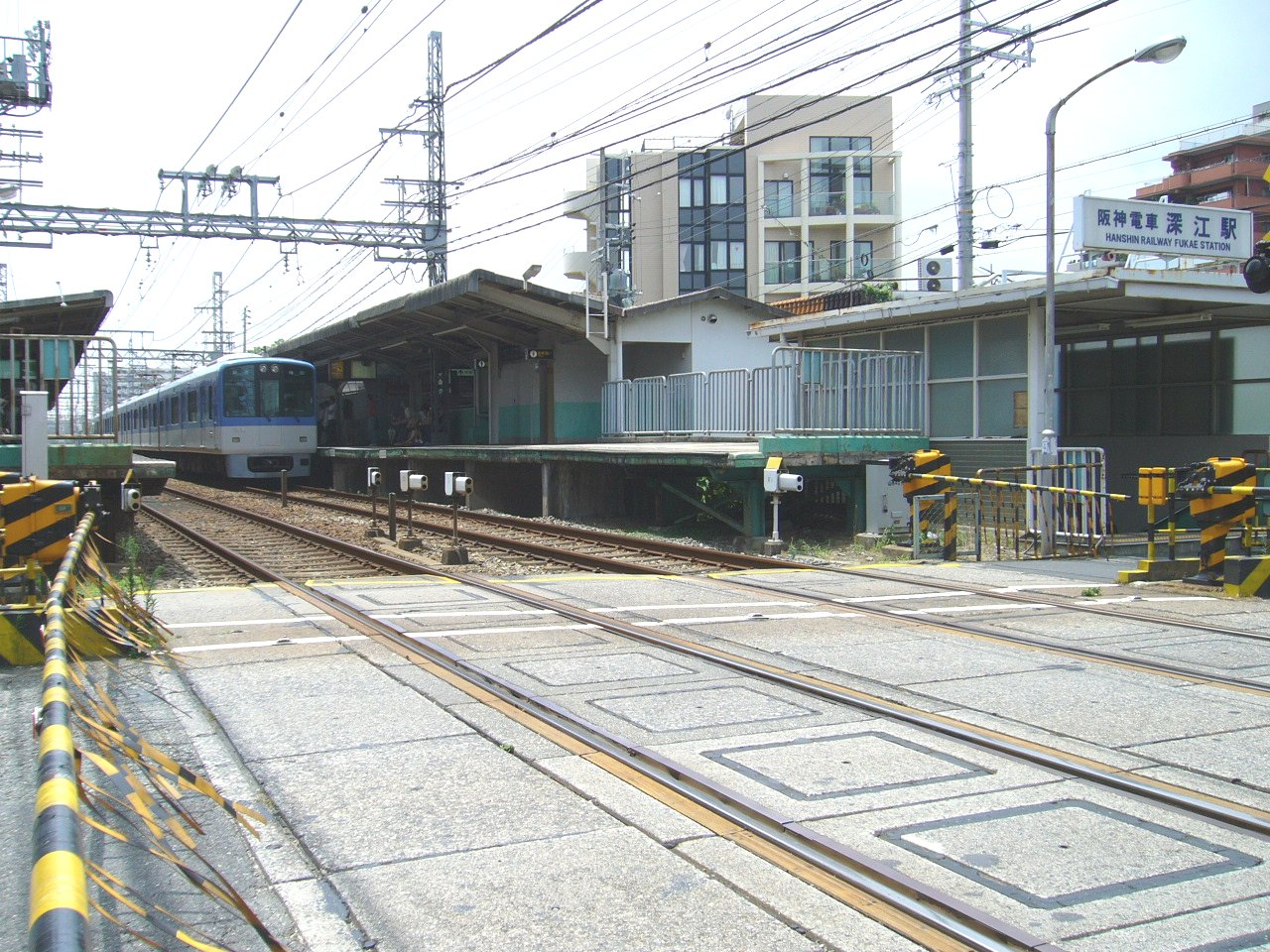
高架工事着工前の当駅東側踏切(深江駅踏切)

## 利用状況
各年11月の1日平均乗降人員以下の通り。
| 年度   | 月間（11月）     | 出典   |
| 年度   | 1日平均 乗降人員 | 出典   |
| ------ | ---------------- | ------ |
| 1991年 | 25,275           | [ 12 ] |
| 1992年 | 23,887           | [ 13 ] |
| 1993年 | 23,938           | [ 14 ] |
| 1994年 | 23,000           | [ 15 ] |
| 1995年 | 21,727           | [ 16 ] |
| 1996年 | 20,036           | [ 17 ] |
| 1997年 | 18,769           | [ 18 ] |
| 1998年 | 18,253           | [ 19 ] |
| 1999年 | 15,818           | [ 20 ] |
| 2000年 | 15,505           | [ 21 ] |
| 2001年 | 15,046           | [ 22 ] |
| 2002年 | 14,317           | [ 23 ] |
| 2003年 | 14,721           | [ 24 ] |
| 2004年 | 13,946           | [ 25 ] |
| 2005年 | 13,785           | [ 26 ] |
| 2006年 | 13,795           | [ 27 ] |
| 2007年 | 13,706           | [ 28 ] |
| 2008年 | 13,857           | [ 29 ] |
| 2009年 | 14,683           | [ 30 ] |
| 2010年 | 15,243           | [ 31 ] |
| 2011年 | 16,032           | [ 32 ] |
| 2014年 | 16,561           | [ 33 ] |
| 2015年 | 17,058           | [ 34 ] |
| 2016年 | 17,888           | [ 35 ] |
| 2017年 | 17,947           |        |
| 2018年 | 17,959           |        |
| 2019年 | 18,277           |        |
| 2020年 |                  |        |
| 2021年 |                  |        |
| 2022年 |                  |        |
| 2023年 | 17,544           | [ 36 ] |

2023年度、本線33駅中14位（13位＝元町駅、15位＝千船駅、西隣：青木駅＝18位、東隣：芦屋駅＝10位）。
1995年1月には阪神・淡路大震災があり、駅周辺も甚大な被害を受けた他、1996年10月には駅北方にて並行するJR神戸線に甲南山手駅が開業した影響で、2007年頃まで乗客は減少傾向にあった。しかし、その後は周辺の開発による住民の増加や、深江浜町の労働者の増加などもあり、乗降客数が増加している。さらに2009年には阪神なんば線が開業し、その際のダイヤ改正では区間特急が新たに停車を開始した。区間特急の停車化以降は乗降客数が大幅に増加する傾向が続いており、2015年度には1万7千人台に、2019年度には1万8千人台に達した。

## 駅周辺
かつては深江文化村と呼ばれる洋館が立ち並ぶ地域であり、また駅北側には深江温泉があった。
- 深江駅前ビル
- 深江文化村（冨永家住宅主屋、古澤家住宅、ベーカー邸）[2]
- 神戸大学深江キャンパス（旧・神戸商船大学）[2]
  - 神戸大学海事博物館
- 神戸深江生活文化史料館
- 神戸地方法務局東神戸出張所
- 神戸深江郵便局
- 神戸市立本庄小学校
- 深江浜町へは朝と晩にバスが運行されている時間帯以外は徒歩かタクシーの利用となる。
  - 兵庫県立東灘高等学校
  - 神戸市中央卸売市場 東部市場
    - 神戸東部市場内郵便局

  - カインズホーム神戸深江浜店（新神戸大プール跡地）
  - 阪神高速道路震災資料保管庫

### バス路線
神戸市バス
- 30 東灘高校前・深江浜町方面行
- 30 森経由 JR甲南山手方面行
- 37A 北青木・東灘区役所前経由 JR住吉駅前方面行
- 3A7 深江南町経由 JR甲南山手方面行

## その他
- 当駅より南側卸売市場方面へ徒歩15分くらいのところにある石田鶏卵（株）には、現在では数少ないなおかつ神戸市内で唯一のうどん・そばの自動販売機が設置されていることで有名である。
- 当駅から2km（深江浜町）にある東洋ナッツ食品にて1986年から毎年3月にアーモンドフェスティバル（神戸春の風物詩）を開催している。イベント開催日には当駅から無料シャトルバスが10分毎に運行される。

## 隣の駅
阪神電気鉄道
本線
■直通特急・■特急・■快速急行・■急行・■区間急行
通過
■区間特急（梅田行きのみ運転）・■普通
芦屋駅 (HS 20) - 深江駅 (HS 21) - 青木駅 (HS 22)